# Museum Zapadores, Ciudad del Arte
Das Museum Zapadores, Ciudad del Arte, im Madrider Stadtteil Fuencarral, ist ein Zentrum zeitgenössischer Kunst mit einer ständigen Sammlung in Spanien.

## Geschichte
Das im September 2018 eröffnete Museum entstand aus einem von Néstor Prieto und Francisco Brives geförderten Projekt für eine neue Sichtweise auf Kunst, ein Zentrum der Avantgarde, und künstlerisches Experimentieren. Es befindet sich in der alten und verlassenen Armeekaserne der Eisenbahn. Auf einer Fläche von 23.000 Quadratmetern besitzt das Zentrum Ateliers für 30 selbstverwaltete Künstler. Es verfügt über ein Lager, in dem Aktivitäten wie Konferenzen, Ausstellungen, Workshops und Debatten durchgeführt werden. Sie haben mehrere Kunstgalerien für temporäre Ausstellungen.

## Kunstsammlung
Die ständige Sammlung stammt aus dem Museo Centro de Artes de Vanguardia La Neomudéjar in Madrid und zeigt in einem 4000 Quadratmeter großen Raum Werke von Mario Maffioli, Rafael Peñalver, Paz Muro, Antonio Alvarado, Fabio Herrera, Mahé Boissel, Pilar Carpio, Julio Ovejero, Alberto Corazón, Rossella Matamoros, Jacqueline Bonacic-Doric, Orest Antoshkiv, Ana Dévora, Ze Carrión, Marc Janus, Fardou Keuning, Guy Deuning, Javier Marten, Almudena Tapias, Johana Kirby und Aimee Joaristi.
2019 zeigten sie in Zusammenarbeit mit der Kunstmesse ARCO die Ausstellung Tomorrowland des baskischen Künstlers Alfredo Bikondoa. 2023 präsentierten sie die Ausstellung PANORAMA 2023: 45 Jahre Anspruch auf das Künstlerstatut des Kúnstler Kollektiv AVAM, mit Werken von Pablo Genovés Parrondo, Luis Gordillo, Ana Marcos, Daniel Garbade, Marisa González, Hugo Wirz, Luis Fega, Alfredo Alcain, Antonio Alvarado, Carol Solar, Pepe Buitrago und Gabriela Grech und Clara Carvajal.